# Алдо Донели
Алдо Тео „ Баф “ Донели (22. јул 1907 – 9. август 1994) био је играч америчког фудбала и тренер, фудбалер и администратор колеџ атлетике. Радио је као главни фудбалски тренер на Универзитету Дукејн од 1939. до 1942. године, Универзитету у Бостону од 1947. до 1956. године и Универзитету Колумбија од 1957. до 1967. године, са рекордом од 105–107–8 као тренер у колеџ фудбалу током каријере. Донели је такође био главни тренер у Националној фудбалској лиги (НФЛ), са Питсбург Стилерсима током дела сезоне 1941. и са Кливленд Ремсима 1944. године, са резултатом од 4-11 у НФЛ-у. Од 1951. до 1955. био је спортски директор на Универзитету у Бостону. Донели је играо универзитетски фудбал на Дукејну и био је помоћни фудбалски тренер на свом универзитету од 1930. до 1938. године, пре него што је унапређен у главног тренера. Играо је фудбал са бројним клубовима током 1920-их и 1930-их и био је члан фудбалске репрезентације Сједињених Држава током Светског првенства у фудбалу 1934. године. Члан је Националне фудбалске куће славних.
Године 1925, Донели је играо за Морган, фудбалски тим из западне Пенсилваније. У неком тренутку, прешао је у Кливленд Славију, играјући за њих барем током зиме 1929/30. У јануару и фебруару 1934. године играо је за Кари Силвер Топс, а затим у Хајделбергу од фебруара до априла 1936. године. Такође је играо за Касл Шанон у марту 1938.